# Максимова-Климец, Елена Григорьевна
Елена Григорьевна Максимова-Климец (урожд. Климец, род. 6 мая 1988, Минск) — белорусская шахматистка, мастер ФИДЕ среди женщин (2005).
Неоднократная участница чемпионатов Белоруссии.
В составе сборной Белоруссии участница шахматной олимпиады 2008 г. и Всемирных интеллектуальных игр 2008 г. (командные турниры по блицу и рапиду).
Представляла Белоруссию на всемирных юношеских играх 2002 г., юниорских чемпионатах мира и Европы в разных возрастных категориях.
В 2010 г. окончила физико-математический факультет Белорусского государственного педагогического университета с присвоением степени магистра.
Замужем. С 2011 г. живет в Москве. Занимается журналистикой, сотрудничает с шахматными порталами chess-news.ru и chesspro.ru. На сайте chesspro.ru публикует свои материалы под двойной фамилией.

## Основные спортивные результаты
| Год  | Город    | Соревнование                                   | + | − | = | Результат | Место  |
| ---- | -------- | ---------------------------------------------- | - | - | - | --------- | ------ |
| 2002 | Москва   | Всемирные юношеские игры                       | 4 | 2 | 1 | 4½ из 7   | 5—7    |
|      | Ираклион | Юниорский чемпионат мира (до 14 лет)           |   |   |   |           | [ 6 ]  |
| 2003 | Будва    | Юниорский чемпионат Европы (до 16 лет)         |   |   |   |           | [ 7 ]  |
| 2004 | Ургуп    | Юниорский чемпионат Европы (до 16 лет)         |   |   |   |           | [ 8 ]  |
| 2008 | Пекин    | Всемирные интеллектуальные игры                |   |   |   |           |        |
|      | Дрезден  | XXIII Олимпиада (сборная Белоруссии, запасная) | 2 | 1 | 3 | 3½ из 6   |        |
| 2009 | Минск    | Чемпионат Белоруссии                           | 1 | 5 | 3 | 2½ из 9   | 8—10   |
| 2010 | Минск    | Чемпионат Белоруссии                           |   |   |   |           | [ 10 ] |